# Plumularia anonyma
Plumularia anonyma är en nässeldjursart som beskrevs av Vervoort och Watson 2003. Plumularia anonyma ingår i släktet Plumularia och familjen Plumulariidae. Inga underarter finns listade i Catalogue of Life.